# Boatswain Bay
Boatswain Bay är en vik i Kanada.   Den ligger i territoriet Nunavut, i den östra delen av landet, 700 km norr om huvudstaden Ottawa.
Trakten runt Boatswain Bay är nära nog obefolkad, med mindre än två invånare per kvadratkilometer.